# Nicolaas Warb
Nicolaas Warb (Sophia Elisabeth Warburg) (Amsterdam, 14 mei 1906 – Hilversum, 2 augustus 1957) was een Nederlands kunstenares. Zij is bekend vanwege haar schilderkunst en beeldhouwkunst, haar werk was voornamelijk abstract. Haar werk bevindt zich onder andere in de collecties van het Stedelijk Museum Amsterdam.

## Opleiding
Warb volgde haar opleiding aan het Instituut voor Kunstnijverheidsonderwijs in Amsterdam, het huidige Gerrit Rietveld Academie. Na haar afstuderen werkt ze als stoffenontwerper bij het Amsterdamse warenhuis Metz & Co. In 1929 vertrekt ze naar Parijs waar ze in het begin voor de Galeries Lafayette werkzaam was en ze nog lessen volgde aan een aantal kunstacademies.

## Naamswijziging
Tijdens de Tweede Wereldoorlog wijzigde ze haar naam van roepnaam Fine Warburg naar Nicolaas Warb. Warburg verkortte ze tot Warb om niet te Duits over te komen. Haar voornaam veranderde ze naar de achternaam van haar man, Francis Nicolas, maar om nog wel Nederlands over te komen voegde ze nog wel een a toe en werd het Nicolaas. Ze deed dit omdat zij twijfelde of zij onder een vrouwelijke naam nog wel serieus genomen zou worden door Franse critici.
- Bibliothèque nationale de France: cb145428948 (data)
- Gemeinsame Normdatei: 105461458X
- International Standard Name Identifier: 0000 0000 0113 4095
- RKD-Nederlands Instituut voor Kunstgeschiedenis: 82834
- Système universitaire de documentation: 199390533
- Union List of Artist Names: 500464179
- Virtual International Authority File: 56848910
- WorldCat: E39PBJhxhKkHXV4DF47JVjdbBP